# Colin Murphy
Colin Murphy (21 gennaio 1950 – 16 settembre 2023) è stato un allenatore di calcio e calciatore inglese.

## Carriera

### Giocatore
Tra fine anni '60 ed inizio anni '70 ha giocato in vari club semiprofessionistici inglesi (Gravesend & Northfleet, Folkestone Town ed Hastings Utd), ritirandosi comunque in giovane età per dedicarsi alla carriera da allenatore visto che non riusciva a sfondare come calciatore professionista.

### Allenatore
Dopo aver lavorato come vice per Nottingham Forest e Notts County nella stagione 1976-1977 viene ingaggiato dal Derby County, club della prima divisione inglese, per allenarne la squadra riserve; il 25 novembre 1976, complice l'esonero dell'allenatore Dave Mackay, viene però promosso a sorpresa ad allenatore della prima squadra, alla giovane età di 26 anni. L'esperienza sulla panchina dei Rams si conclude con un esonero il 17 settembre 1977, dopo 13 vittorie, 20 pareggi e 14 sconfitte in 47 partite ufficiali (tra cui solo 7 vittorie in 35 partite di campionato), tra cui anche 4 partite nella Coppa UEFA 1976-1977 (2 vittorie nel complessivo 16-1 ai danni degli irlandesi del Finn Harps nei trentaduesimi di finale e la sconfitta con un complessivo 5-2 per mano dei greci dell'AEK Atene nei sedicesimi di finale). Il 6 novembre 1978, dopo oltre un anno di inattività, viene assunto dal Lincoln City, club di terza divisione che aveva appena concluso la Third Division 1977-1978 con un sedicesimo posto in classifica; il suo primo campionato alla guida del club si conclude con un ultimo posto in classifica e quindi con la retrocessione in quarta divisione. Dopo un settimo posto in classifica nella Fourth Division 1979-1980, nella stagione successiva grazie ad un terzo posto in classifica conquista la promozione in terza divisione, categoria in cui da neopromossi gli Imps nel campionato 1981-1982 si piazzano al quarto posto in classifica, ad un solo punto di distacco dal Fulham terzo e promosso in seconda divisione. Seguono poi un sesto posto nella Third Division 1982-1983 ed un quattordicesimo posto nella Third Division 1983-1984, mentre nella Third Division 1984-1985, l'ultimo campionato di Murphy alla guida del club, la squadra si piazza al diciannovesimo posto in classifica, riuscendo quindi a mantenere la categoria.
Nell'estate del 1985 Murphy lascia dopo 7 stagioni il Lincoln City e si accasa allo Stockport County, club di quarta divisione; dopo un brutto inizio di stagione, caratterizzato da 3 vittorie, 5 pareggi e 7 sconfitte in 15 partite, il 24 ottobre 1985 si dimette dall'incarico, e poco più tardi va a lavorare all'Al-Ittihad, club della prima divisione saudita, come vice di Bob Houghton. Torna in patria nel 1986 proprio per sedere nuovamente sulla panchina dello Stockport County, nei bassifondi del campionato di Fourth Division: la sua seconda parentesi al club, iniziata il 1º novembre 1986, è nettamente migliore della precedente; sotto la sua guida infatti la squadra ottiene 12 vittorie, 9 pareggi e 13 sconfitte in 42 partite, riuscendo ad evitare la retrocessione proprio ai danni del Lincoln City, suo ex club, piazzandosi al diciannovesimo posto in classifica ma di fatto con soli tre punti di vantaggio sugli Imps ventiquattresimi (ed ultimi) in classifica. La stagione in questione era peraltro la prima nella storia del calcio inglese in cui venne introdotto un formale meccanismo di promozioni e retrocessioni da e per la Football League: il Lincoln City, unico club retrocesso in quel campionato, fu quindi la prima squadra a venir retrocessa sul campo al di fuori della Football League, prendendo parte al successivo campionato di Football Conference: a sorpresa sulla panchina dei biancorossi tornò proprio Murphy, che vinse il campionato al primo tentativo riportando così immediatamente il club nella quarta divisione inglese, in cui poi nei 2 campionati successivi conquista altrettanti decimi posti in classifica. Lascia nuovamente il Lincoln City al termine della stagione 1989-1990 dopo complessive 445 partite sulla panchina del club (172 vittorie, 124 pareggi e 149 sconfitte).
Dal 1990 al 1992 allena nelle giovanili del Leicester City, club di seconda divisione; nella stagione 1992-1993 allena il Southend Utd, con cui conquista un diciottesimo posto nella seconda divisione inglese. In seguito nel dicembre del 1994 viene ingaggiato come allenatore dello Shelbourne, club della prima divisione irlandese, con cui conclude il campionato 1994-1995 al terzo posto in classifica (a 2 punti dal Dundalk vincitore del campionato) e raggiunge la finale di Coppa d'Irlanda, persa per 2-1 contro il Derry City. Al termine della stagione lascia il club irlandese per tornare in patria, sulla panchina del Notts County, in terza divisione; dopo un quarto posto in classifica ed una sconfitta nella finale play-off per la promozione in seconda divisione contro il Bradford City nella sua prima stagione, il 23 dicembre 1996 viene esonerato dopo un brutto inizio di stagione (che si concluderà poi con la retrocessione delle Magpies in quarta divisione), con un bilancio totale di 33 vittorie, 24 pareggi e 26 sconfitte in 83 partite alla guida del club. Dopo un periodo di inattività, nell'ottobre del 1997 diventa allenatore della nazionale del Vietnam, con cui vince una medaglia di bronzo nei XIX Giochi del Sud-est asiatico. In seguito, nel marzo del 1998 diventa responsabile del settore giovanile del Tottenham, club della prima divisione inglese; lascia l'incarico nel marzo del 1999 per andare a lavorare come vice della nazionale birmana.
All'inizio della stagione 2000-2001 viene assunto al posto del dimissionario Dave Barry come allenatore del Cork City, nella prima divisione irlandese: inizia la stagione perdendo per 5-4 ai calci di rigore dopo il 2-2 maturato al termine dei tempi supplementari nella semifinale di FAI Super Cup contro il Bohemians il 30 giugno 2000, per poi a sorpresa dimettersi solamente una settimana più tardi poco prima dell'esordio nei turni preliminari di Coppa UEFA contro gli svizzeri del Losanna per accasarsi con un ruolo dirigenziale al Leicester City, nella prima divisione inglese. All'inizio della stagione 2002-2003 Peter John Taylor, che allenava il Leicester City nella stagione 2000-2001, lo ingaggia come suo vice all'Hull City, nella quarta divisione inglese; con i Tigers tra il 2003 ed il 2005 conquista 2 promozioni consecutive, dalla quarta alla seconda divisione inglese, in cui poi lavora sempre come vice nella stagione 2005-2006. All'inizio della stagione 2006-2007 il nuovo allenatore Phil Parkinson porta in squadra come vice Frank Barlow, e Murphy rimane in società con un ruolo dirigenziale; a fine ottobre del 2006 Barlow lascia però il club, e così Murphy torna a lavorare come vice, diventando poi allenatore ad interim in coppia con il collaboratore tecnico Phil Brown ad inizio dicembre dopo l'esonero di Parkinson; in seguito Brown viene promosso stabilmente come allenatore del club ad inizio del 2007, e Murphy (costretto a lasciare incarichi di campo anche per un infarto subito nel 2007) rimane nel club con il ruolo di responsabile del settore giovanile, incarico che mantiene fino al suo definitivo ritiro dal mondo del calcio al termine della stagione 2008-2009.

## Palmarès

### Allenatore

#### Competizioni nazionali
- Football Conference: 1

Lincoln City: 1987-1988

#### Competizioni internazionali
- ai XIX Giochi del Sud-est asiatico: 1

Vietnam: 1997